# 西越 (新郷村)
西越（さいごし）は、青森県三戸郡新郷村にある大字。

## 地理
新郷村の南東部に位置する、旧野沢村の区域である。東西に長い地域で、浅水川沿いに集落が点在している。
土地利用のほとんどを山林が占めている。

### 河川
- 浅水川

## 歴史

### 沿革
- 1889年（明治22年）4月1日 - 町村制施行により、三戸郡西越村、手倉橋村が合併。新たに野沢村が発足し、当地域は野沢村大字西越となる。
- 1955年（昭和30年）7月29日 - 三戸郡戸来村と合併（新設合併、大字手倉橋は五戸町に分割編入）し、新郷村が発足。当地域は新郷村大字西越となる。

## 小字
113の小字がある。
- 相内屋敷（あいないやしき）
- 赤萩（あかはぎ）
- 雨堤（あまつつみ）
- 石ケ守（いしがもり）
- 石森平（いしもりたい）
- 五ツ役（いつつやく）
- 上ノ平（うえのたい）
- 浮口（うきぐち）
- 後沢（うしろさわ）
- 鵜舘（うだて）
- 蝦舘（えびだて）
- 大窪（おおくぼ）
- 大沢（おおさわ）
- 大沢頭（おおさわがしら）
- 大下モ（おおしも）
- 大畑（おおはた）
- 大曳沢（おおひきざわ）
- 大谷地（おおやち）
- 岡谷地（おかやち）
- 御妙堂（おみょうどう）
- 温泉沢（おんせんざわ）
- 貝屋敷（かいやしき）
- 鍵掛（かぎかけ）
- 欠目（かけめ）
- 鹿島（かしま）
- 門頭（かどかしら）
- 釜窪（かまくぼ）
- 釜窪沢（かまくぼざわ）

- 釜坂（かまさか）
- 蒲ノ沢（がまのさわ）
- 川代（かわだい）
- 北向（きたむき）
- 崩頭（くずれがしら）
- 崩沢（くずれさわ）
- 崩（くずれ）
- 株梗ノ木（ぐみのき）
- 郡司先（ぐんじさき）
- 郡司（ぐんじ）
- 越戸（こえと）
- 五籠（ごかご）
- 小沢（こさわ）
- 木ノ間（このま）
- 小間沢（こまさわ）
- 西越（さいごし）
- 逆沢（さかさざわ）
- 作蔵屋敷（さくぞうやしき）
- 笹畑（ささはた）
- 佐野平（さのたい）
- 沢口（さわぐち）
- 沢端（さわはた）
- 沢向（さわむかい）
- 三吾沢（さんごさわ）
- 地蔵首（じぞうくび）
- 櫃伏（しちぶせ）
- 下田舘（しもだだて）
- 下堂ケ前（しもどうがまえ）

- 新田（しんでん）
- 千本松（せんぼんまつ）
- 外山（そとやま）
- 大宝（だいぼう）
- 平（たい）
- 高岩（たかいわ）
- 鷹巣（たかのす）
- 高屋敷（たかやしき）
- 滝沢向（たきさわむかい）
- 舘合沢（たてあいざわ）
- 舘（たて）
- 田中（たなか）
- 種井沢（たねいざわ）
- 塚ノ沢（つかのさわ）
- 堤ノ上（つつみのうえ）
- 寺久保（てらくぼ）
- 天王沢（てんのうさわ）
- 天王下（てんのうした）
- 樋口（といぐち）
- 堂ケ沢（どうがさわ）
- 堂ケ前（どうがまえ）
- 堂ノ上（どうのうえ）
- 栃窪（とちくぼ）
- 鳥足（とりあし）
- 中崎（なかさき）
- 中鶴間（なかつるま）
- 夏焼（なつやけ）
- 西平（にしたい）
- 咽畑（のどばたけ）

- 箸木立（はしきだて）
- 畑ノ沢（はたのさわ）
- 林ノ前（はやしのまえ）
- 日向（ひなた）
- 平窪（ひらくぼ）
- 蛇塚（へびづか）
- 箒ケ窪（ほうきがくぼ）
- 法呂（ほうろ）
- 細野平（ほそのたい）
- 細野（ほその）
- 本道（ほんどう）
- 前田（まえた）
- 前ノ平（まえのたい）
- 間舘（まだて）
- 松屋敷（まつやしき）
- 間明田（まみょうだ）
- 水上（みずがみ）
- 向川代（むかいかわだい）
- 向平（むかいたい）
- 向田（むかいだ）
- 安ケ窪（やすがくぼ）
- 谷地口（やちぐち）
- 谷地中（やちなか）
- 谷地向（やちむかい）
- 遣水沢（やりみずさわ）
- 横沢（よこさわ）
- 四ツ谷沢（よつやざわ）
- 蕨平（わらびたい）

## 交通

### 鉄道
- 当地域内に鉄道路線は無い。鉄道を利用する場合の最寄駅は、青い森鉄道の三戸駅となる。

### バス
- 新郷村営バスみずばしょう号 西越方面線[3]
- 南部バス（五戸営業所）
  - 【162】西越局前行き

### 道路
県道
- 青森県道45号十和田三戸線
- 青森県道218号栃棚手倉橋線

## 施設
- 新郷村立野沢中学校
- 新郷村立西越小学校
- 西越郵便局
- 西越地区公民館
- 新郷村南老人福祉センター